# Deelruimtetopologie
In de topologie kan men van elke deelverzameling van een topologische ruimte opnieuw een topologische ruimte maken door er een zogenaamde deelruimtetopologie, spoortopologie of geïnduceerde topologie op te definiëren.
De zo verkregen topologische ruimte heet een deelruimte van de oorspronkelijke ruimte.

## Definitie
Zij {\displaystyle (X,{\mathcal {T}}_{X})} een topologische ruimte en zij A een willekeurige (niet noodzakelijk open) deelverzameling van X. Dan kunnen we op A als volgt een nieuwe topologie definiëren:
{\displaystyle {\mathcal {T}}_{A}=\{A\cap O:O\in {\mathcal {T}}_{X}\}}
De open verzamelingen in A zijn de doorsneden van A met de open verzamelingen van de oorspronkelijke topologie op X.
Technisch is dit gelijkwaardig met de initiale topologie van de inclusie-afbeelding
{\displaystyle i:A\to X:x\mapsto x}
die elk element van A op zichzelf afbeeldt.

## Voorbeeld
In de deelruimtetopologie op [0,2] van de gewone topologische ruimte van de reële getallen zijn naast (0,1), (1,2) en (0,2] ook bijvoorbeeld [0,1), (1,2] en [0,2] open verzamelingen. Die laatste is de hele verzameling, die is altijd open (en gesloten). De punten 0 en 2 zijn dus inwendige punten. Omgevingen van punten, waaronder die van 0 en 2, bevatten geen punten die geen element van de ruimte zijn.

## Erfelijkheid
Een eigenschap P van topologische ruimtes wordt erfelijk genoemd, als voor elke topologische ruimte {\displaystyle (X,{\mathcal {T}}_{X})} die de eigenschap P heeft, geldt dat elke deelruimte {\displaystyle (A,{\mathcal {T}}_{A})} ook die eigenschap heeft.

### Voorbeelden van erfelijke eigenschappen
- De Hausdorff-eigenschap, regulariteit en in het algemeen de scheidingsaxioma's.
- De aftelbaarheidsaxioma's, in het bijzonder eerste aftelbaarheid en tweede aftelbaarheid.
- Totale onsamenhangendheid.

### Voorbeelden van eigenschappen die niet erfelijk zijn
- Samenhang zelf. {\displaystyle \mathbb {R} } is wel samenhangend, maar de deelruimte {\displaystyle (0,1)\cup (2,3)} niet.
- Om dezelfde reden is wegsamenhang ook geen erfelijke eigenschap.
- Compactheid is geen erfelijke eigenschap. Immers {\displaystyle (0,1)} is een niet-compacte deelruimte van de compacte ruimte {\displaystyle [0,1]}. Compactheid gaat wél over op gesloten deelruimten: immers, van een open overdekking van de deelruimte maakt men een open overdekking van de oorspronkelijke ruimte door er één element (het complement van de deelruimte) aan toe te voegen. Uit de resulterende eindige deeloverdekking haalt men dit ene element weer weg.
- Het separabel zijn van ruimtes is geen erfelijke eigenschap. Zo is het vlak van Sorgenfrey wel separabel, maar de lijn {\displaystyle y=-x} is niet separabel. Voor metrische ruimtes echter is separabiliteit wel een erfelijke eigenschap.